# Atanasia Ionescu
Atanasia Ionescu (Ploiești, 19 marzo 1935 – 1990) è stata una ginnasta rumena.

## Palmarès

### Olimpiadi
- 1 medaglia:
  - 1 bronzo (Roma 1960 a squadre)

### Mondiali
- 1 medaglia:
  - 1 bronzo (Mosca 1958 a squadre)